# Viola bastarda
Viola bastarda és el nom que rebia un instrument de corda fregada que requeria unes altes dosis de virtuosisme en la seva interpretació, així com les altres violes d'arc que s'alteraven d'una manera o altra per permetre aquest virtuosisme que demanaven les composicions per a viola bastarda. Era, doncs, un instrument i a la vegada les seves tècniques compositives i interpretatives. En aquest estil una composició polifònica es redueix a una sola línia melòdica afegint divisions, improvisacions i nou contrapunt. Aquest estil va florir a Itàlia a finals del segle xvi i principis del xvii. Francesco Rognoni un destacat compositor de divisions diu que tot i que les composicions pensades per a la viola bastarda poden ser interpretades amb un ampli espectre d'instruments com l'orgue, l'arpa o el llaüt, el "rei" d'aquesta tècnica era la viola d'arc degut a la seva agilitat i a l'amplitud del seu àmbit.